# Grand Prix de San Francisco
Le Grand Prix de San Francisco était une semi-classique américaine disputée dans les rues de San Francisco en Californie entre 2001 et 2005. L'épreuve se déroulait au début du mois de septembre. Classée 1.4 en 2001 lors de sa création, elle accède à la catégorie 1.3 entre 2002 et 2004 avant d'être classée 1.HC par l'Union cycliste internationale en 2005. Dépassant les 200 kilomètres, elle faisait partie de l'UCI America Tour lors de sa dernière édition. Le circuit urbain empruntait deux difficultés : la Fillmore Street et la Taylor Street, montées sèches d'environ cinq cents mètres à plus de 18 %. En 2002 (sixième place de Lance Armstrong) puis en 2003, l'épreuve atteint son apogée avec la participation de nombreux coureurs de premier plan dont Gilberto Simoni ou Alexandre Vinokourov.
À l'image du Tour de Géorgie, autre compétition cycliste d'envergure, l'épreuve est annulée en 2006 et pour les années suivantes en raison de problèmes politiques et économiques

## Palmarès
| Année | Nom de l'épreuve                        | Kilométrage | Classe | Vainqueur          | Deuxième       | Troisième          |
| ----- | --------------------------------------- | ----------- | ------ | ------------------ | -------------- | ------------------ |
| 2001  | BMC San Francisco GP                    | 210         | 1.4    | George Hincapie    | Michael Barry  | Trent Klasna       |
| 2002  | San Francisco GP                        | 176         | 1.3    | Charles Dionne     | Henk Vogels    | Massimo Giunti     |
| 2003  | T-Mobile International San Francisco GP | 174         | 1.3    | Christopher Horner | Mark McCormack | Viatcheslav Ekimov |
| 2004  | T-Mobile International San Francisco GP | 174         | 1.3    | Charles Dionne     | Fred Rodriguez | Non attribué       |
| 2005  | T-Mobile International San Francisco GP | 210         | 1.HC   | Fabian Wegmann     | John Lieswyn   | Jason McCartney    |